# Xyletobius mesochlorus
Xyletobius mesochlorus là một loài bọ cánh cứng thuộc họ Ptinidae.